# Лесин Василь Максимович
Василь Лесин (8 (21) березня 1914, с. Хотіївка, нині Корюківського району Чернігівської області — 25 лютого 1991, м. Чернівці) — український літературознавець, критик, педагог. Член СПУ (1957). Доктор філологічних наук, професор (1968). Заслужений працівник культури України (1972). Літературна премія ім. Дмитра Загула (1991, посмертно).

## Життєпис

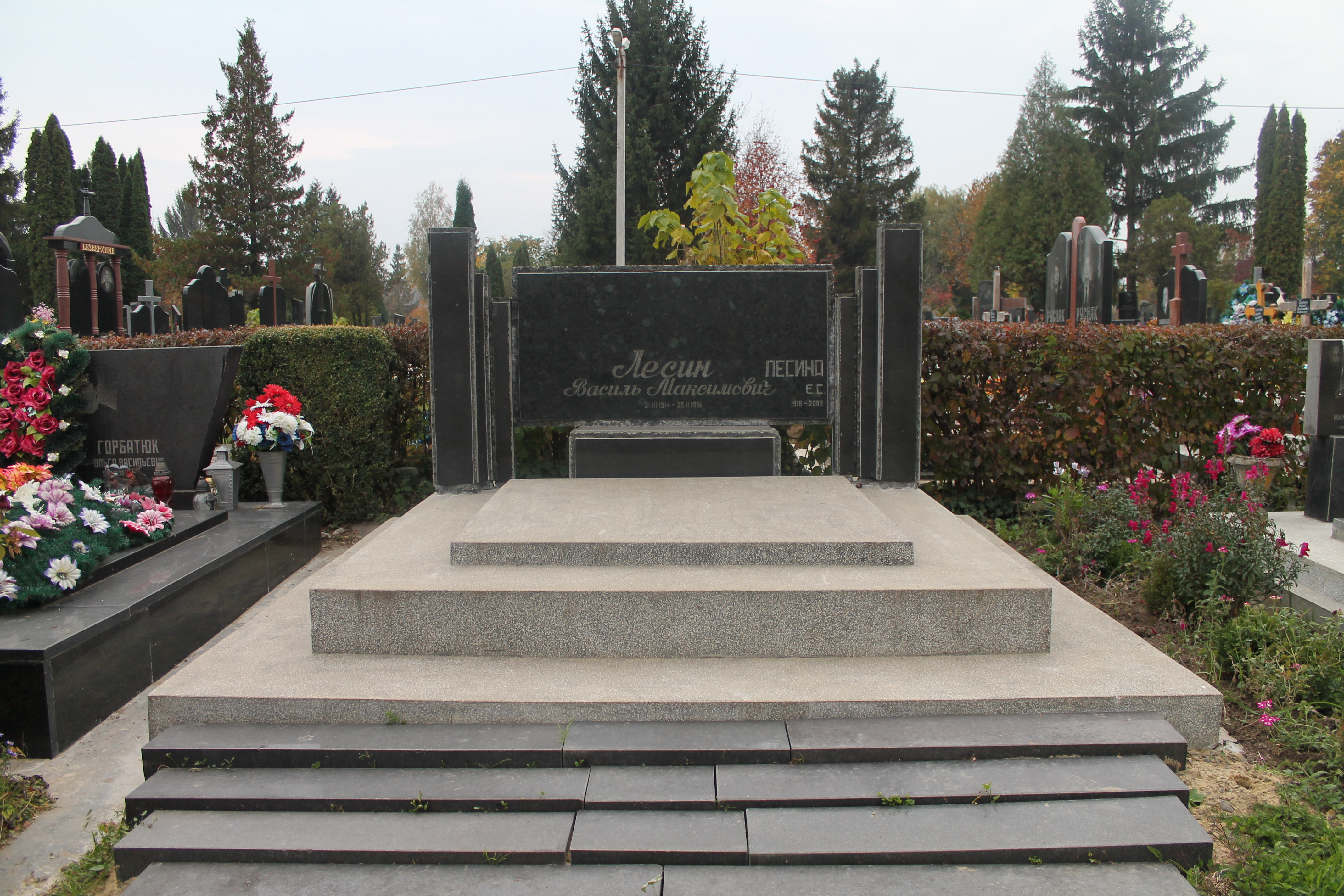
Могила Лесина Василя на Центральному цвинтарі Чернівців

Закінчив Харківський педагогічний інститут (1940, нині педагогічний університет).
Учасник німецько-радянської війни. Працював учителем; доцентом, деканом заочного відділу, помічником проректора Львівського університету.
Від 1952 — в Чернівецькому університеті: завідувач кафедри історії української літератури, декан, проректор.

## Наукова діяльність
Автор понад 20 книг, у тому числі «Словник літературознавчих термінів» (1961, 1965, 1971, співавт.), довідника «Літературознавчі терміни» (1985), підручника «Історія української літератури кінця 19 — початку 20 ст.» (1967, 1978, 1989, співавтор і співредактор), літературних портретів і монографії про Леся Мартовича, Василя Стефаника, Юрія Федьковича, Марка Черемшину та ін., низки науково-популярних статей.